# The Carters
The Carters sono un duo musicale statunitense, composto dagli artisti nonché coniugi Beyoncé e Jay-Z.
Il duo ha pubblicato il suo primo album come The Carters, intitolato Everything Is Love, il 16 giugno 2018, vincendo un Grammy Award nella categoria di miglior album urban.

## Carriera
Prima di essere formalmente accreditati nell'album, i due hanno suonato insieme in due tour mondiali, On the Run Tour (2014) e  On the Run II Tour (2018) e hanno pubblicato una serie di collaborazioni.
Il 16 giugno 2018, durante un concerto a Londra come parte del loro tour On the Run II, The Carters ha presentato in anteprima il video musicale di Apeshit. Il singolo ha successivamente raggiunto la posizione 13 nella Billboard Hot 100, entrando inoltre in varie altre classifiche di vendita in giro per il mondo, e ha vinto due BET Awards e due MTV Video Music Awards.
Everything Is Love, il loro album di debutto, è uscito in esclusiva su Tidal per lo streaming e il download digitale, prima di essere reso disponibile su tutte le altre piattaforme. L'album ha raggiunto la seconda posizione nella Billboard 200 e la quinta nella classifica britannica, venendo inoltre certificato rispettivamente oro e argento nei due mercati. Il progetto ha inoltre vinto un Grammy Award nella categoria "miglior album urban contemporary" e un BET Hip Hop Award come "album dell'anno".

## Discografia

### Album in studio
- 2018 – Everything Is Love

### Singoli
- 2018 – Apeshit

## Tournée
- 2014 – On the Run Tour
- 2018 – On the Run II Tour